# Агранулоцити

Моноцит при світловій мікроскопії (збільшення в 40 разів) у периферичній крові серед еритроцитів

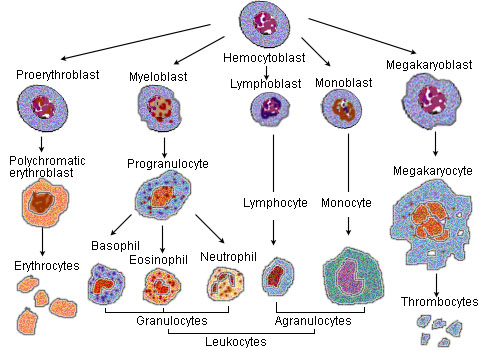
Агранулоцити серед усіх клітин крові

Агранулоцити (незернисті лейкоцити), також іноді мононуклеари (одноядерні) — одна з груп білих кров'яних клітин. У хребетних тварин і людини агранулоцити поділяються на лімфоцити та моноцити. Ознаки агранулоцитів: відсутність зерен (гранул) у тілі клітини та несегментоване ядро. Агранулоцити виконують захисну функцію.
При інфекційному мононуклеозі в клінічному аналізі крові спостерігають трансформовані лімфоцити — атипові мононуклеари.

## Інфільтрати
Мононуклеарні клітинні інфільтрати характерні для запальних уражень, де білі кров’яні тільця, переважно макрофаги та лімфоцити, накопичуються в місці пошкодження, щоб допомогти видалити залишки.Це ознака початку відторгнення трансплантата.